# Dalechampia spathulata
Dalechampia spathulata är en törelväxtart som först beskrevs av Michael Joseph François Scheidweiler, och fick sitt nu gällande namn av Henri Ernest Baillon. Dalechampia spathulata ingår i släktet Dalechampia och familjen törelväxter. Inga underarter finns listade i Catalogue of Life.

## Bildgalleri

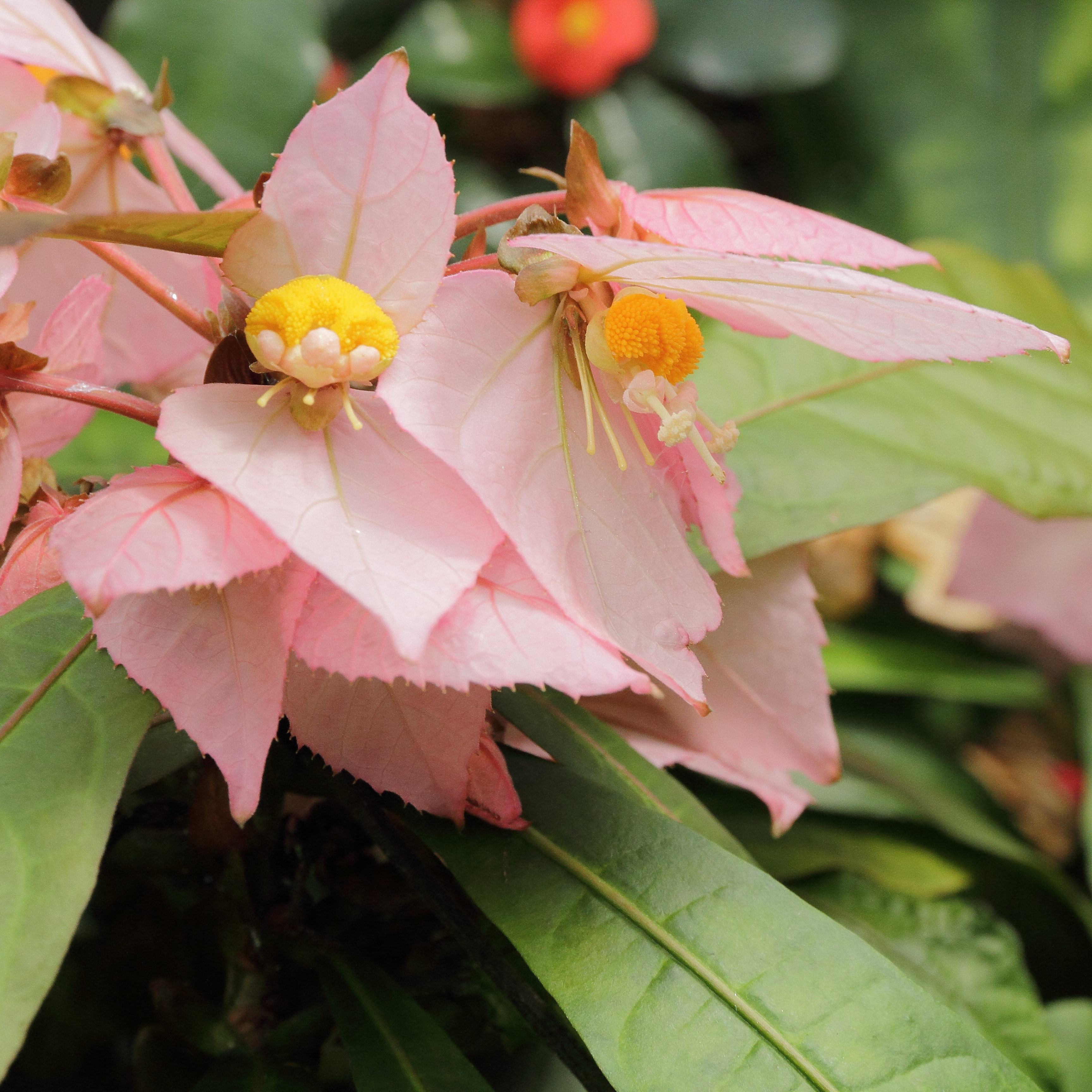
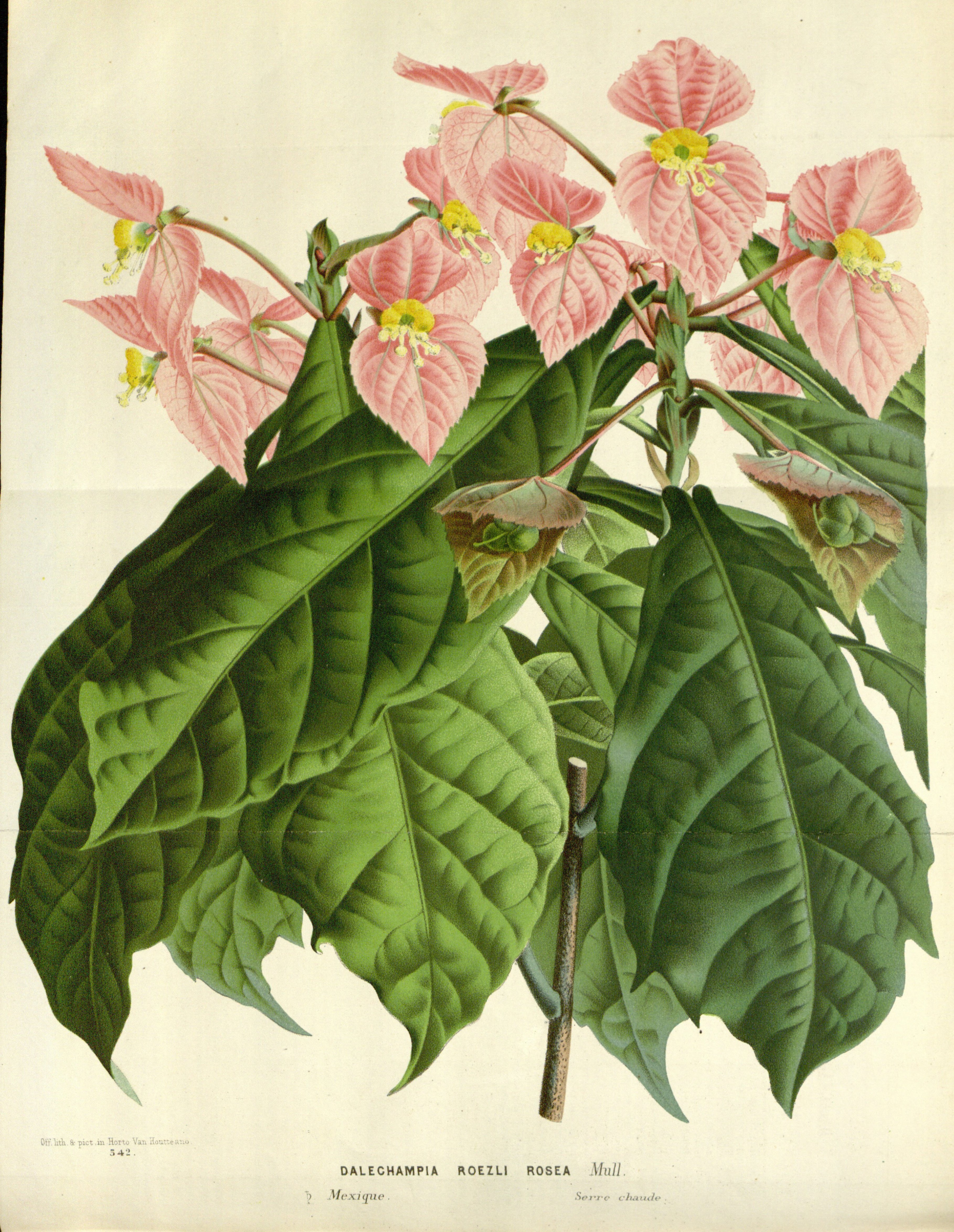